# Émanville (Seine-Maritime)
Pour les articles homonymes, voir Émanville.
Émanville est une commune française située dans le département de la Seine-Maritime, en région Normandie.

## Géographie

### Localisation
| Saussay | Ancretiéville-Saint-Victor |                    |
|         | Émanville                  | Hugleville-en-Caux |
| Limésy  | Sainte-Austreberthe        |                    |

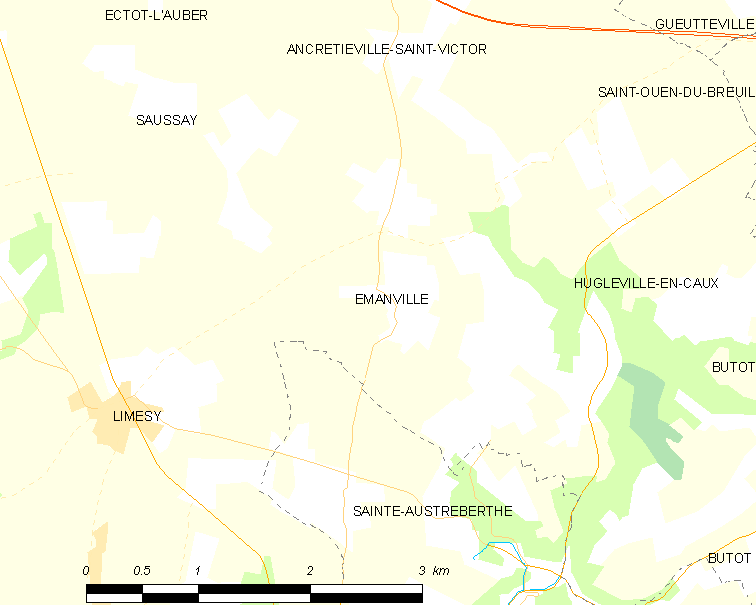
Carte de la commune.
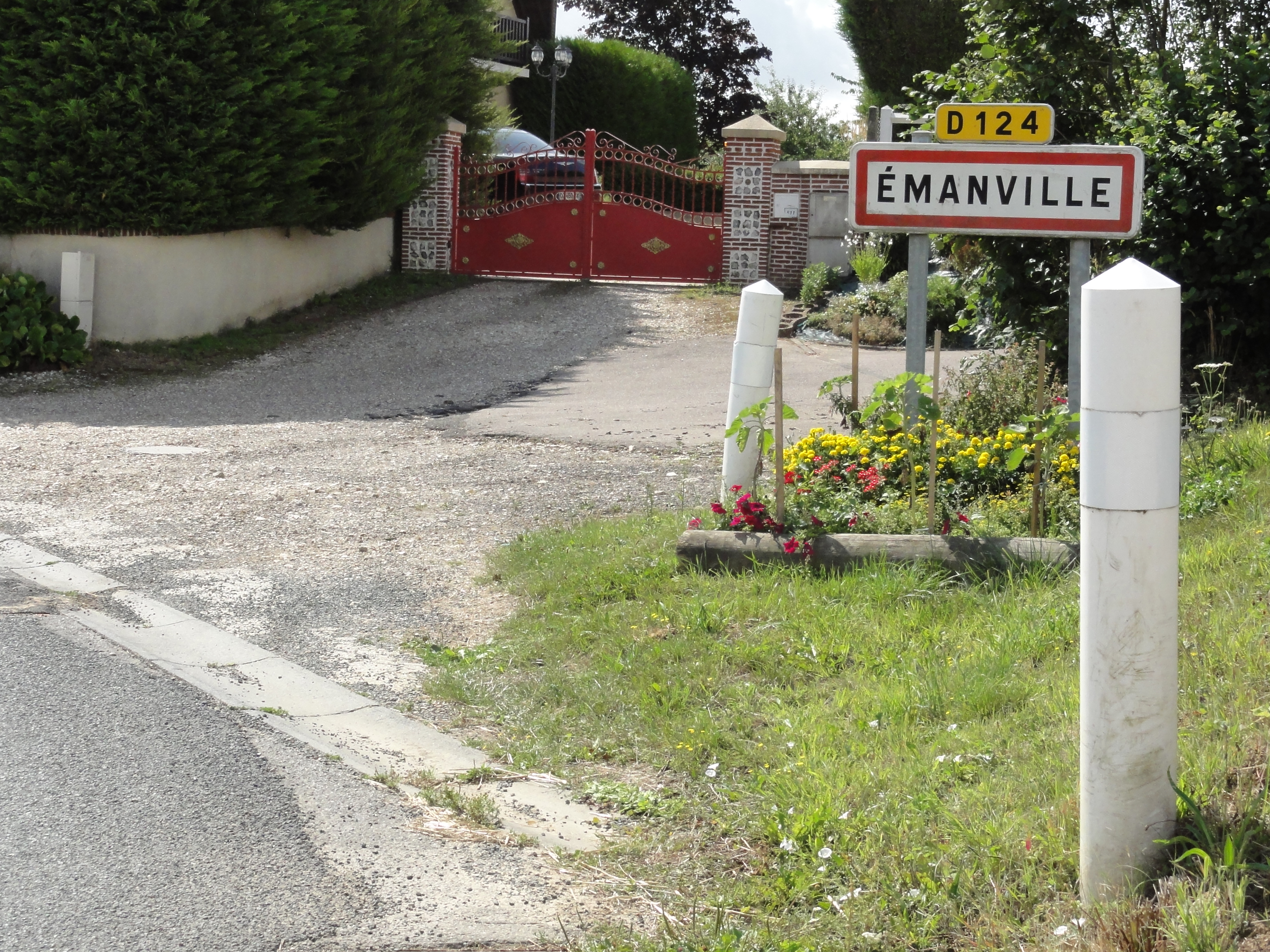
Entrée d'Émanville.

### Hydrographie
La commune est située dans le bassin Seine-Normandie. Elle n'est drainée par aucun cours d'eau,.

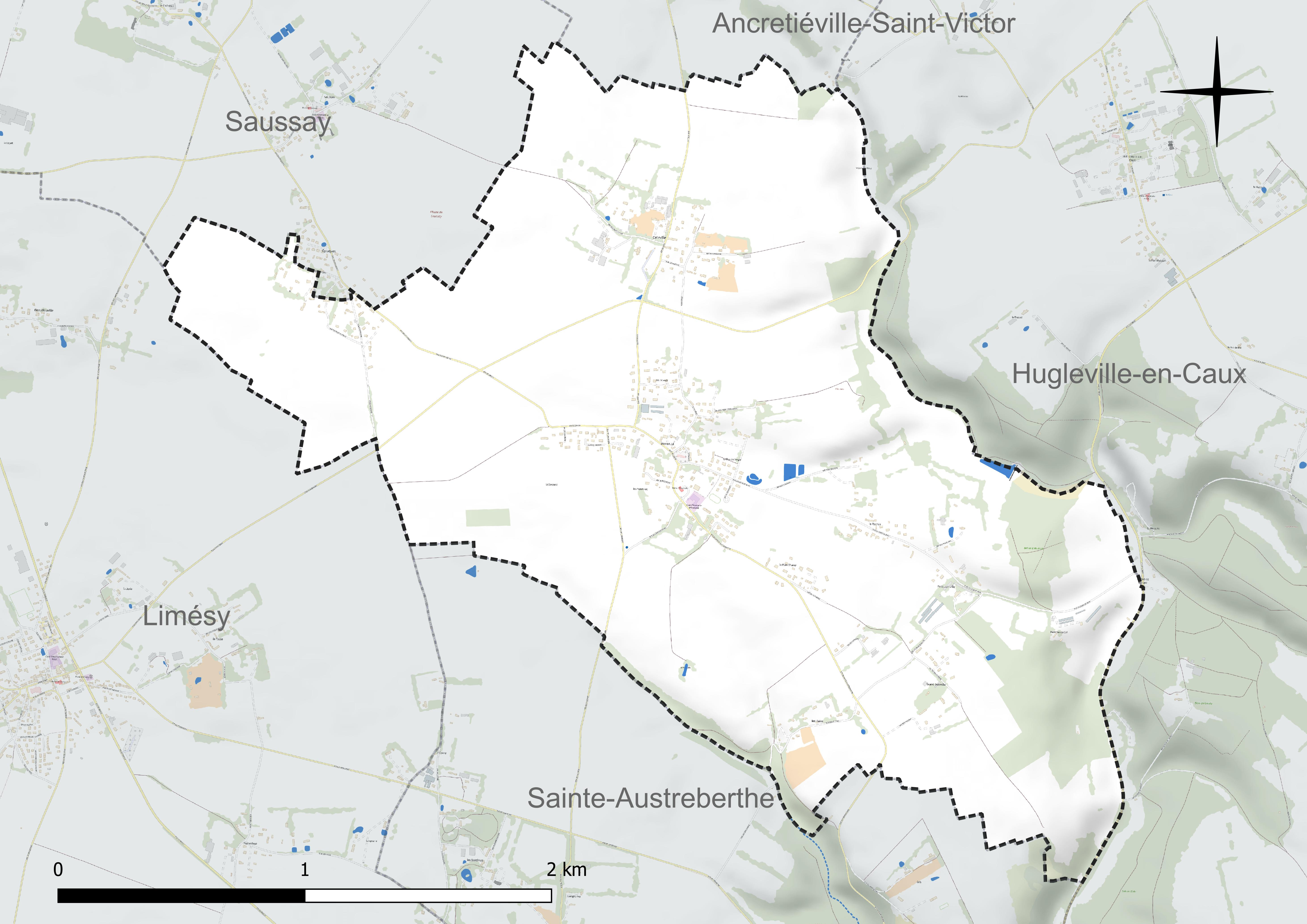
Réseau hydrographique d'Émanville.

### Climat
Pour des articles plus généraux, voir Climat de la Normandie et Climat de la Seine-Maritime.
En 2010, le climat de la commune est de type climat océanique altéré, selon une étude du CNRS s'appuyant sur une série de données couvrant la période 1971-2000. En 2020, Météo-France publie une typologie des climats de la France métropolitaine dans laquelle la commune est exposée à un climat océanique et est dans la région climatique Côtes de la Manche orientale, caractérisée par un faible ensoleillement (1 550 h/an) ; forte humidité de l’air (plus de 20 h/jour avec humidité relative > 80 % en hiver), vents forts fréquents. Parallèlement le GIEC normand, un groupe régional d’experts sur le climat, différencie quant à lui, dans une étude de 2020, trois grands types de climats pour la région Normandie, nuancés à une échelle plus fine par les facteurs géographiques locaux. La commune est, selon ce zonage, exposée à un « climat maritime », correspondant au Pays de Caux, frais, humide et pluvieux, légèrement plus frais que dans le Cotentin.
Pour la période 1971-2000, la température annuelle moyenne est de 10,2 °C, avec une amplitude thermique annuelle de 13,9 °C. Le cumul annuel moyen de précipitations est de 927 mm, avec 13,8 jours de précipitations en janvier et 8,7 jours en juillet. Pour la période 1991-2020, la température moyenne annuelle observée sur la station météorologique la plus proche, située sur la commune d'Ectot-lès-Baons à 11 km à vol d'oiseau, est de 10,8 °C et le cumul annuel moyen de précipitations est de 905,5 mm,. Pour l'avenir, les paramètres climatiques de la commune estimés pour 2050 selon différents scénarios d'émission de gaz à effet de serre sont consultables sur un site dédié publié par Météo-France en novembre 2022.

## Urbanisme

### Typologie
Au 1er janvier 2024, Émanville est catégorisée commune rurale à habitat dispersé, selon la nouvelle grille communale de densité à sept niveaux définie par l'Insee en 2022.
Elle est située hors unité urbaine. Par ailleurs la commune fait partie de l'aire d'attraction de Rouen, dont elle est une commune de la couronne,. Cette aire, qui regroupe 317 communes, est catégorisée dans les aires de 200 000 à moins de 700 000 habitants,.

### Occupation des sols
L'occupation des sols de la commune, telle qu'elle ressort de la base de données européenne d’occupation biophysique des sols Corine Land Cover (CLC), est marquée par l'importance des territoires agricoles (96,8 % en 2018), une proportion identique à celle de 1990 (96,8 %). La répartition détaillée en 2018 est la suivante : 
terres arables (59,7 %), prairies (24,5 %), zones agricoles hétérogènes (12,6 %), forêts (3,2 %). L'évolution de l’occupation des sols de la commune et de ses infrastructures peut être observée sur les différentes représentations cartographiques du territoire : la carte de Cassini (XVIIIe siècle), la carte d'état-major (1820-1866) et les cartes ou photos aériennes de l'IGN pour la période actuelle (1950 à aujourd'hui).

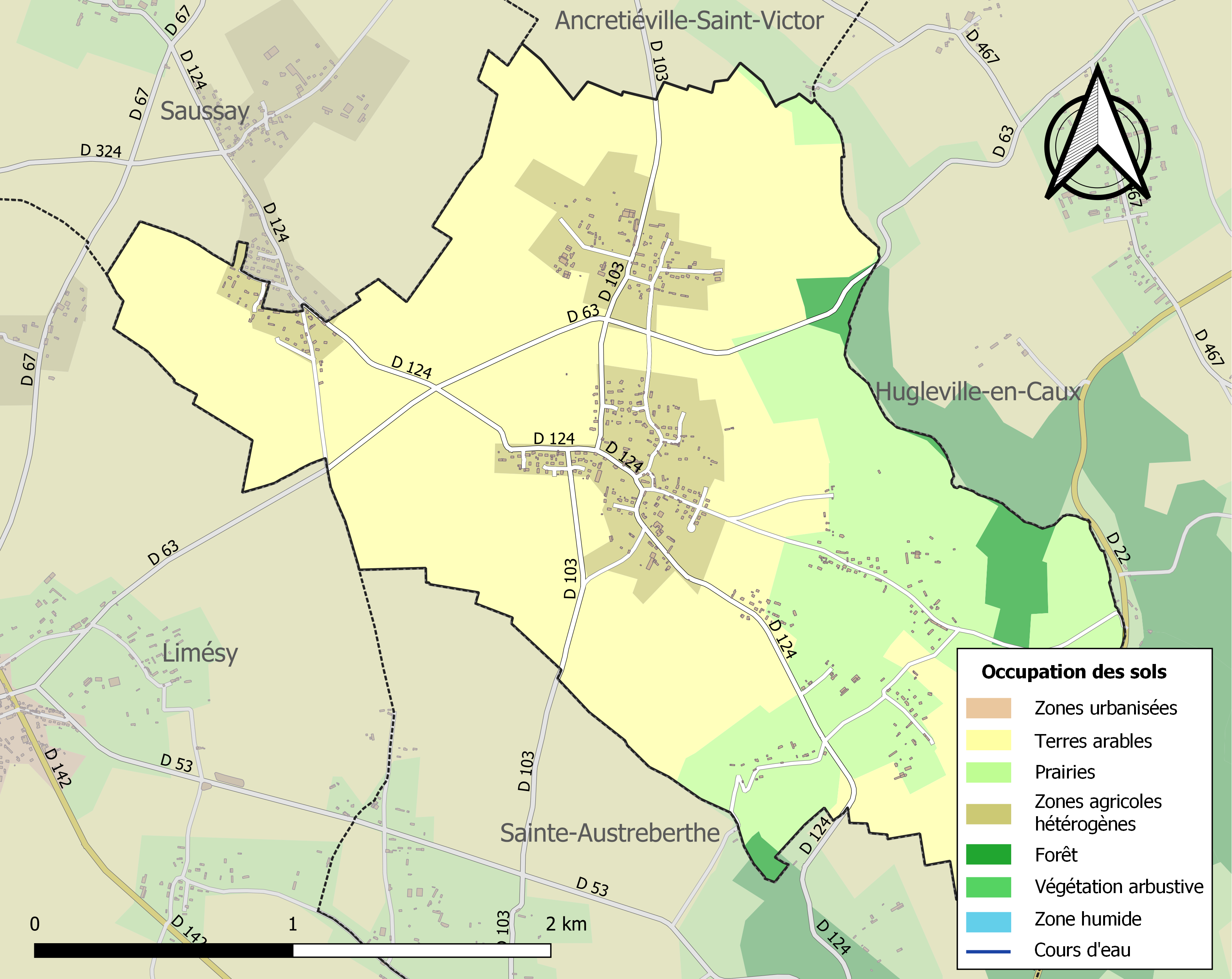
Carte des infrastructures et de l'occupation des sols de la commune en 2018 (CLC).

### Voies de communication et transports
La commune est desservie par la ligne de car régional Nomad 526 qui va d’Yvetot à Rouen.

## Toponymie
Le nom de la localité est attesté sous les formes Esmanvilla en 1189-1199; Ismanvilla en 1277; Esmanvilla fin XIIe siècle / XIIIe siècle; Esmanville en 1397-99; Emanville en 1715
Les formes du type Amundi villa citées par Jean Adigard des Gautries pour ce toponyme se rapportent certainement à un autre nom de lieu, car elles auraient évolué phonétiquement en *(E)Mondeville, comme Mondeville (Calvados, Caen, Amondevilla 989; Amundeville 1371). Ernest Nègre pour expliquer l'évolution phonétique aberrante Amund- > Esman- invoque une invraisemblable attraction du toponyme homonyme Émanville (Eure, Esmanvilla 1180) situé à 75 km de là dans le pays d'Ouche.
La nature du premier élément Éman- est problématique. Förstemann rapporte le nom de personne germanique Esaman qui ne peut convenir que sous une forme conjecturelle *Esmann(us). On note cependant que ces deux toponymes sont propres à la seule Normandie et, de plus, situés dans la zone de diffusion de la toponymie norroise. Il existe un substantif norrois bien attesté, à savoir ismaðr qui indique une fonction dans l'armée ou l'administration chez les anciens Scandinaves, comme par exemple merk-ismaðr « porte-enseigne » ou alþíng-ismaðr avec althing, parlement islandais. Par ailleurs, la plupart des noms de lieux normands en -man-ville repose sur un anthroponyme scandinave en -maðr (accusatif mann, datif manni) « homme » bien identifié cf. Hecmanville, Flottemanville, etc.

## Politique et administration
| Période                                  | Période                    | Identité          | Étiquette | Qualité                                                                                         |
| ---------------------------------------- | -------------------------- | ----------------- | --------- | ----------------------------------------------------------------------------------------------- |
| Les données manquantes sont à compléter. |                            |                   |           |                                                                                                 |
| avant 1988                               | mai 1989                   | Christian Piziaux |           |                                                                                                 |
| mai 1989                                 | janvier 2020               | Hubert Hondier    |           | Acheteur retraité chez Gardy (société d’appareillage électrique) à Barentin Décédé en fonctions |
| mai 2020                                 | En cours (au 10 août 2020) | Patrice Fromentin |           |                                                                                                 |

## Équipements et services publics

### Espaces publics

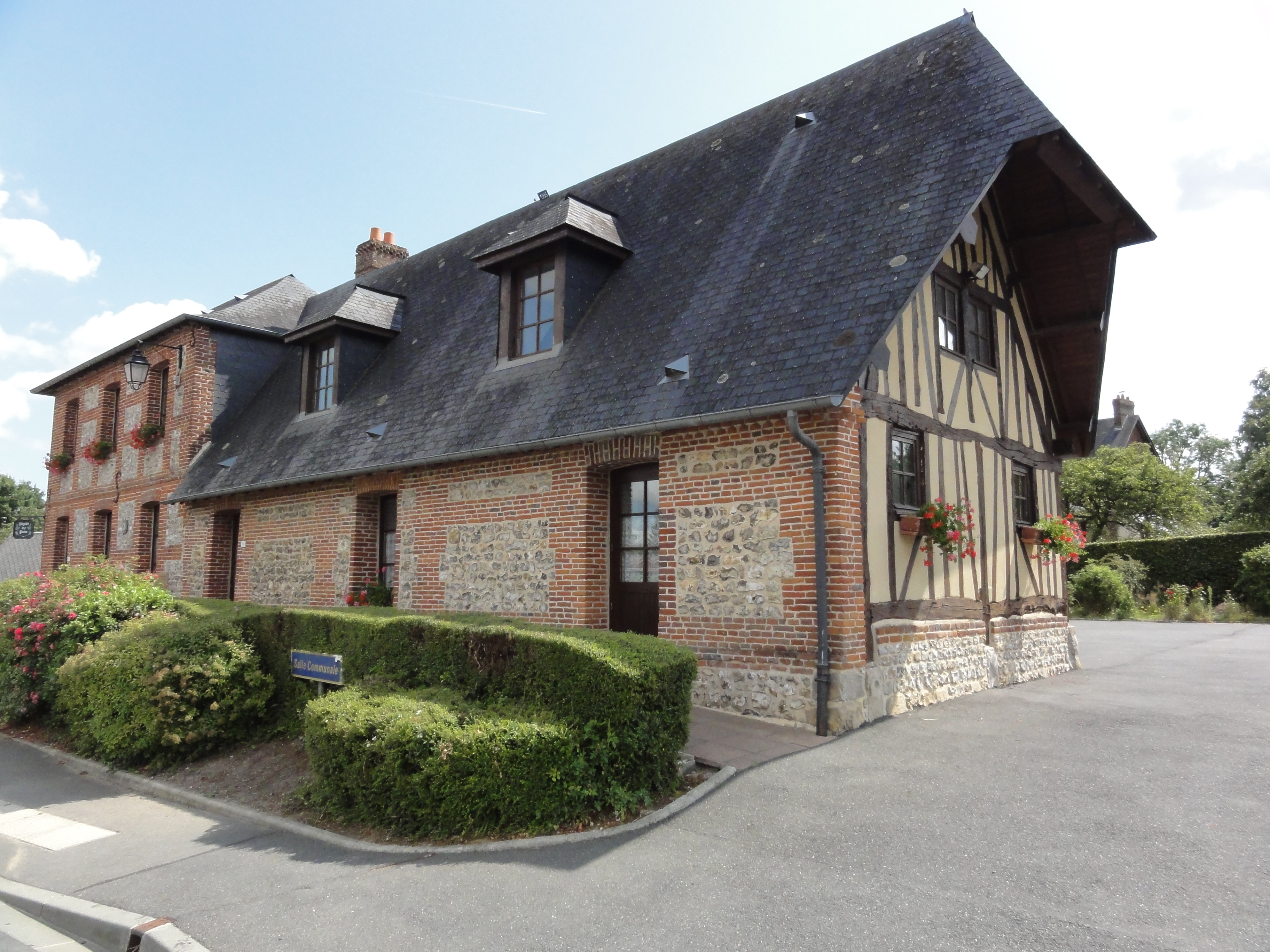
La salle communale avec service vicinal.
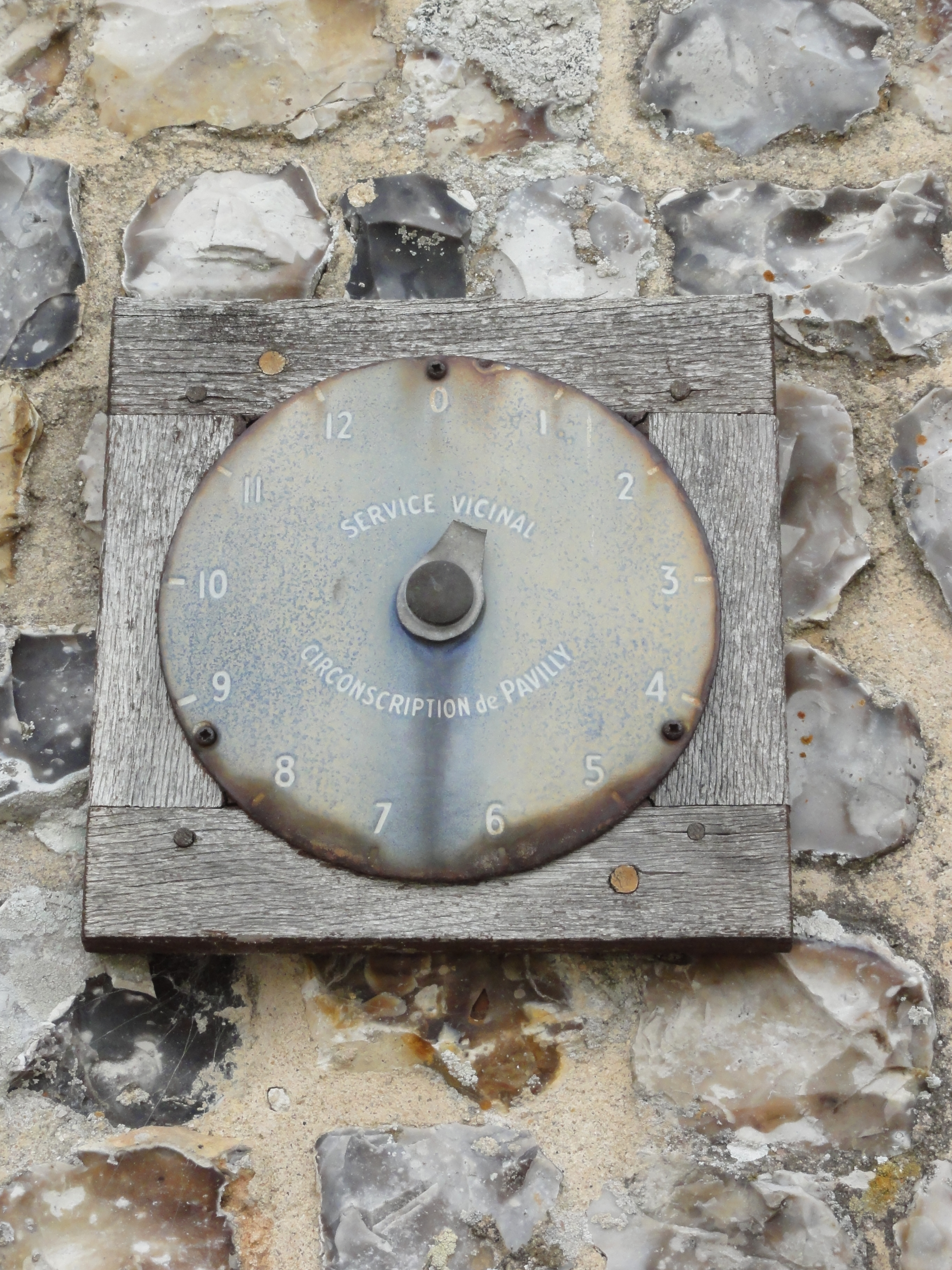
Plaque horaire service vicinal circonscription de Pavilly.
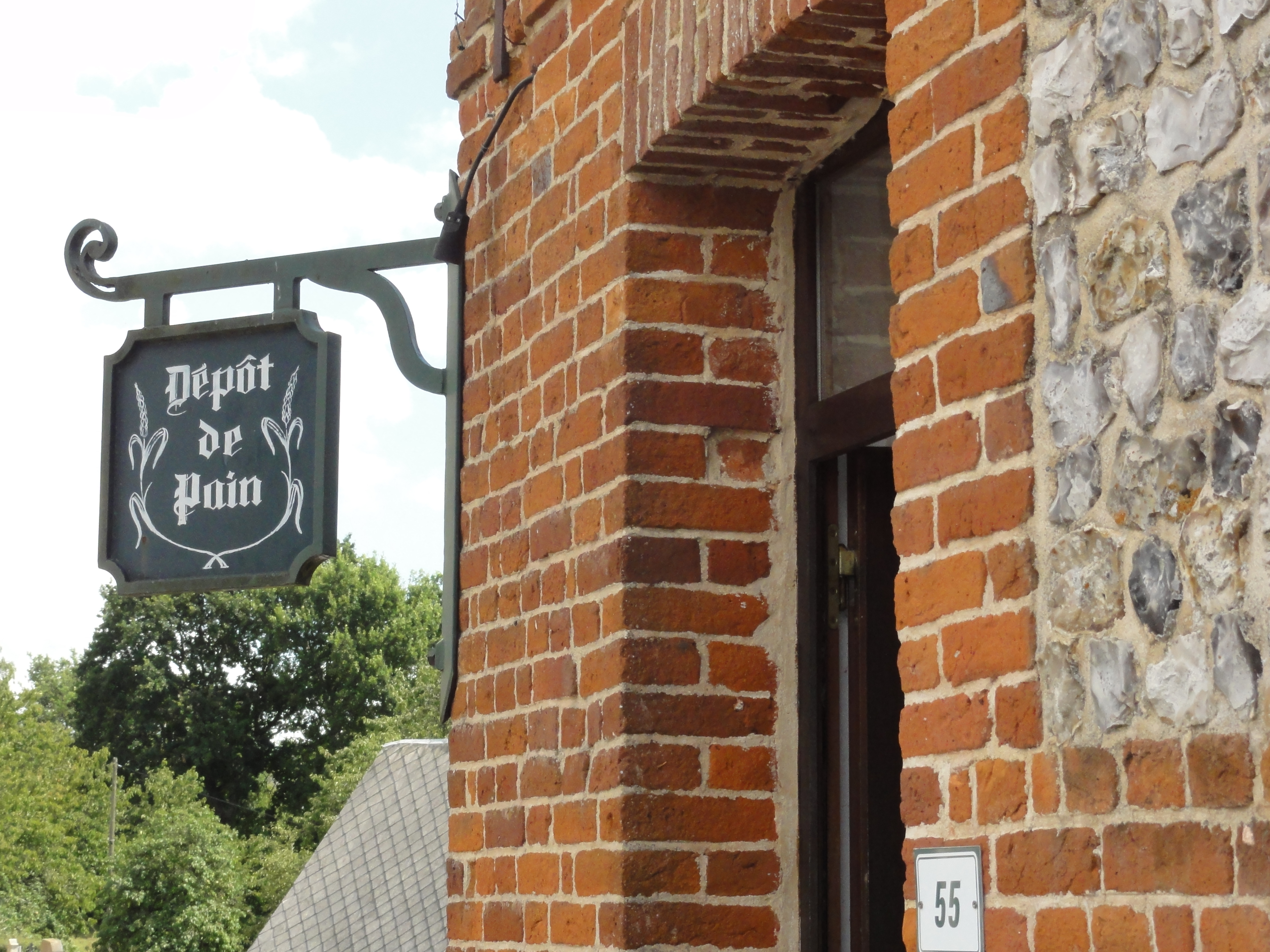
Dépôt de pain du service vicinal.
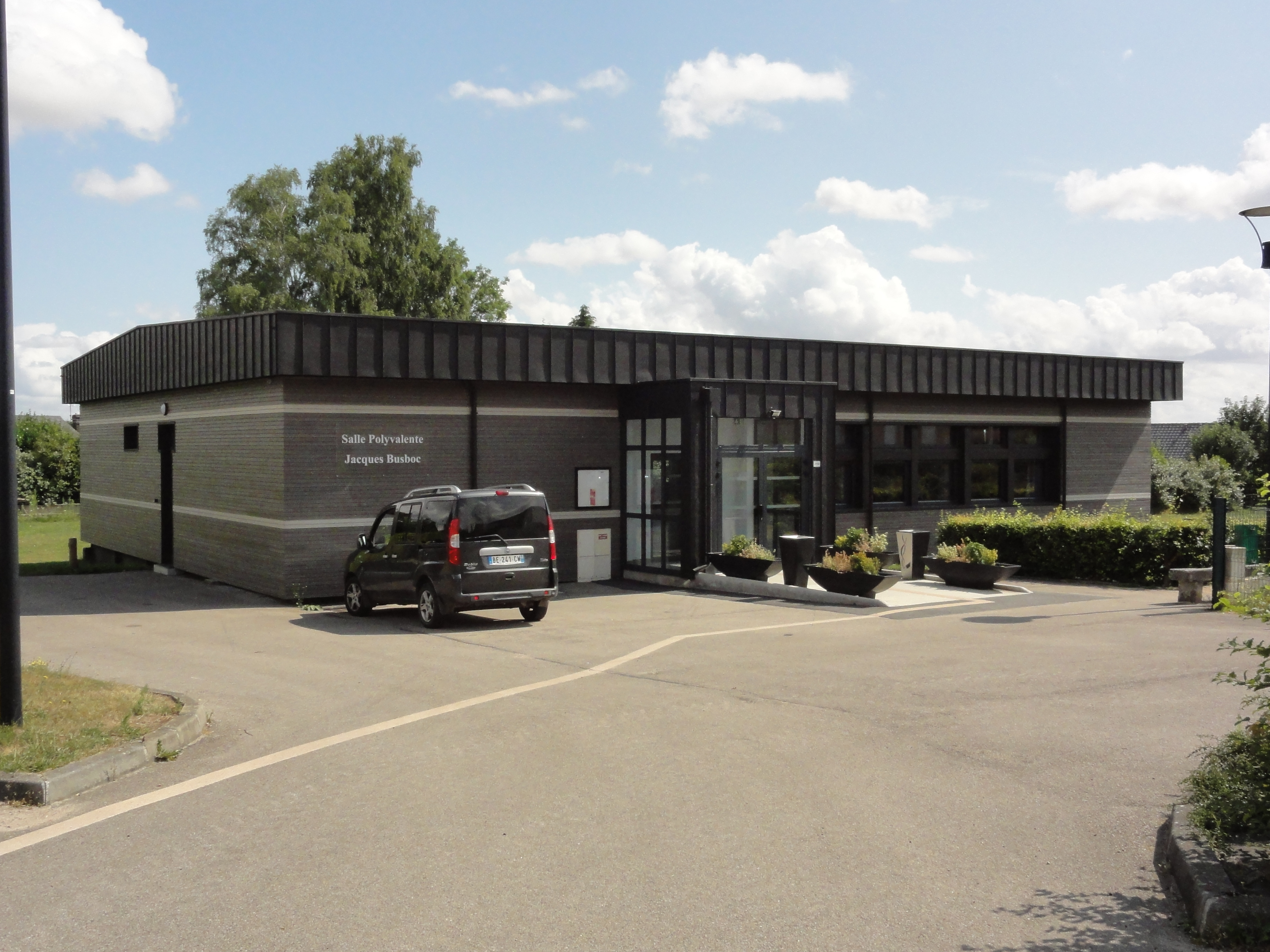
La salle polyvalente.

### Enseignement

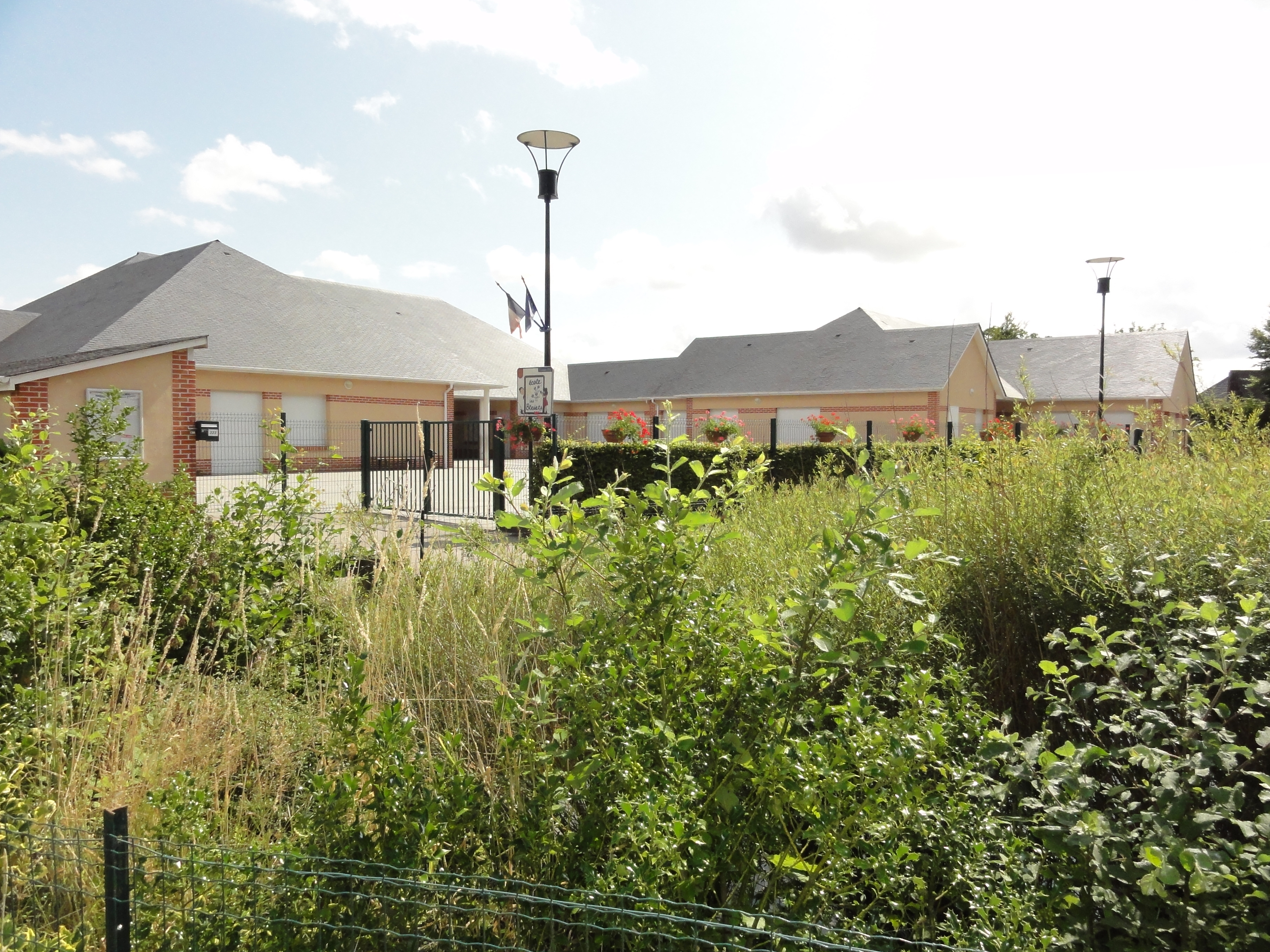
L'école.

Émanville est rattachée à l'académie de Normandie.

## Population et société

### Démographie
L'évolution du nombre d'habitants est connue à travers les recensements de la population effectués dans la commune depuis 1793. Pour les communes de moins de 10 000 habitants, une enquête de recensement portant sur toute la population est réalisée tous les cinq ans, les populations de référence des années intermédiaires étant quant à elles estimées par interpolation ou extrapolation. Pour la commune, le premier recensement exhaustif entrant dans le cadre du nouveau dispositif a été réalisé en 2004.

En 2022, la commune comptait 768 habitants, en évolution de +9,09 % par rapport à 2016 (Seine-Maritime : +0,35 %, France hors Mayotte : +2,11 %).
| 1793 | 1800 | 1806 | 1821 | 1831 | 1836 | 1841 | 1846 | 1851 |
| ---- | ---- | ---- | ---- | ---- | ---- | ---- | ---- | ---- |
| 584  | 665  | 562  | 591  | 623  | 637  | 615  | 645  | 617  |

| 1856 | 1861 | 1866 | 1872 | 1876 | 1881 | 1886 | 1891 | 1896 |
| ---- | ---- | ---- | ---- | ---- | ---- | ---- | ---- | ---- |
| 564  | 580  | 534  | 466  | 455  | 427  | 453  | 460  | 409  |

| 1901 | 1906 | 1911 | 1921 | 1926 | 1931 | 1936 | 1946 | 1954 |
| ---- | ---- | ---- | ---- | ---- | ---- | ---- | ---- | ---- |
| 331  | 376  | 327  | 340  | 322  | 334  | 345  | 336  | 328  |

| 1962 | 1968 | 1975 | 1982 | 1990 | 1999 | 2004 | 2006 | 2009 |
| ---- | ---- | ---- | ---- | ---- | ---- | ---- | ---- | ---- |
| 310  | 305  | 294  | 395  | 455  | 508  | 550  | 533  | 560  |

| 2014 | 2019 | 2022 | - | - | - | - | - | - |
| ---- | ---- | ---- | - | - | - | - | - | - |
| 672  | 712  | 768  | - | - | - | - | - | - |

## Culture locale et patrimoine

### Lieux et monuments
- Église Saint-Vaast. Dans l'église, une statue polychrome de la Vierge à l'Enfant et plusieurs autres statues remarquables[23].
- Monument aux morts.
- Calvaire de la D124.

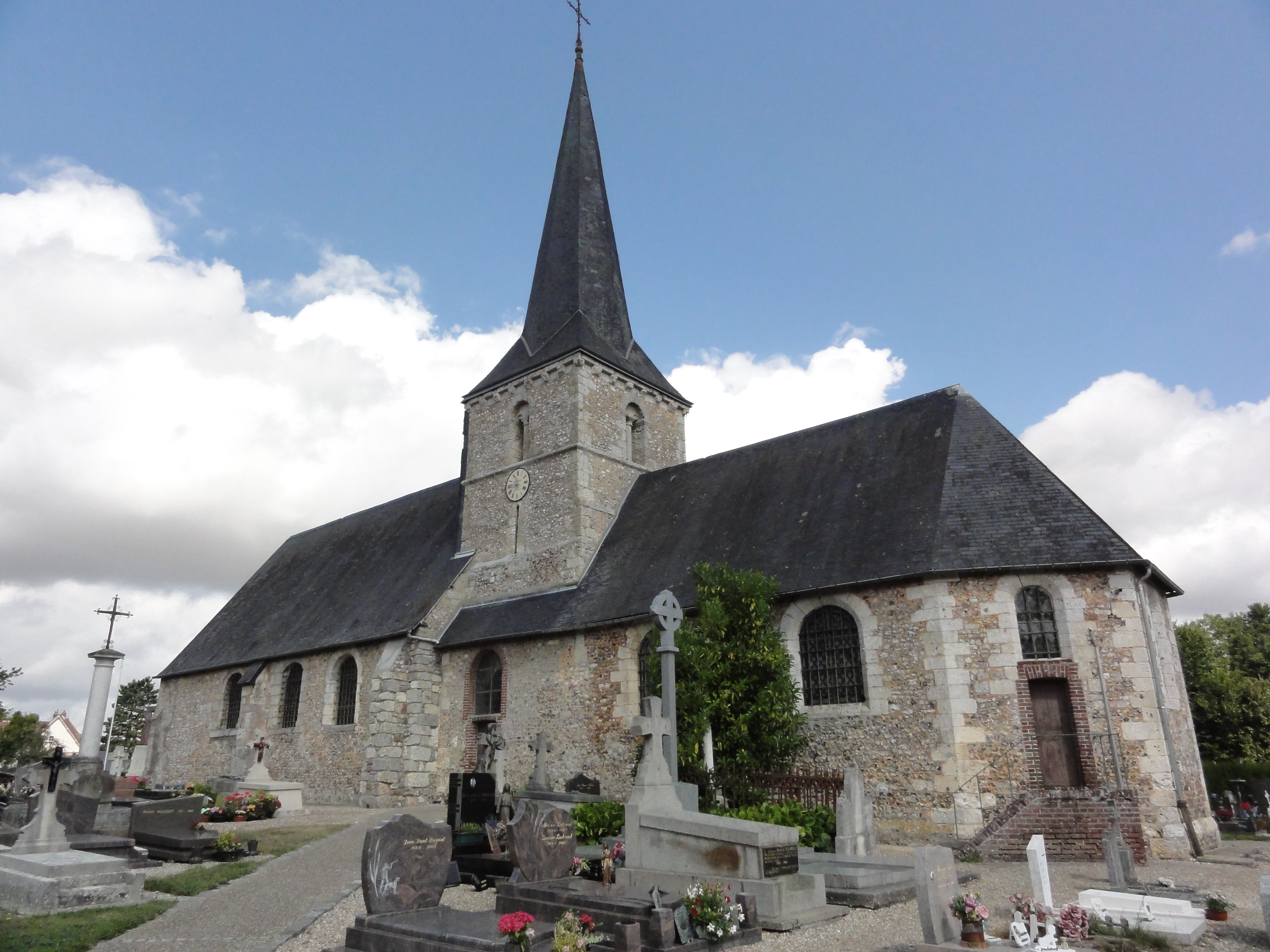
L'église Saint-Vaast.
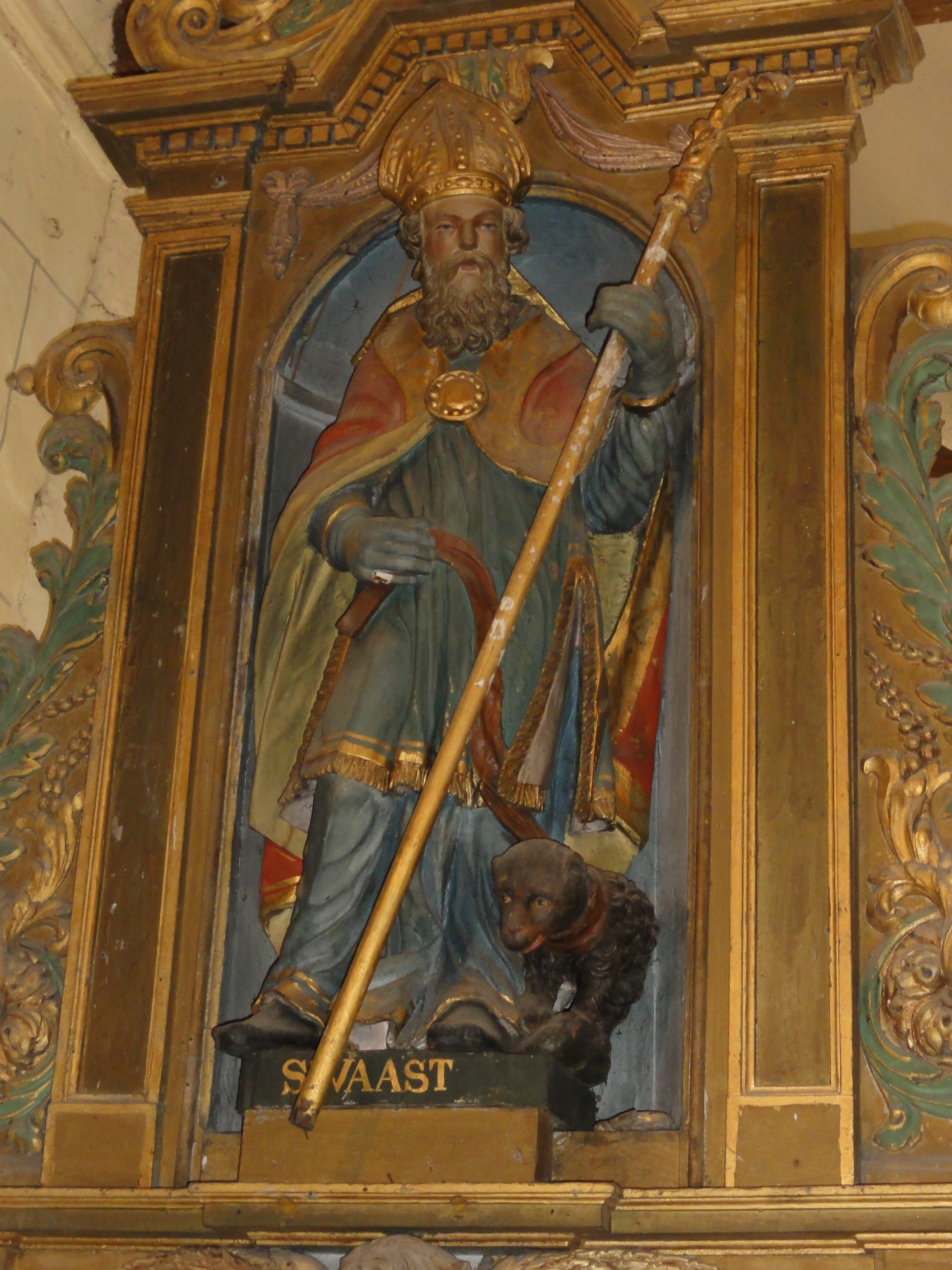
La statue de saint Vaast, patron de la paroisse.
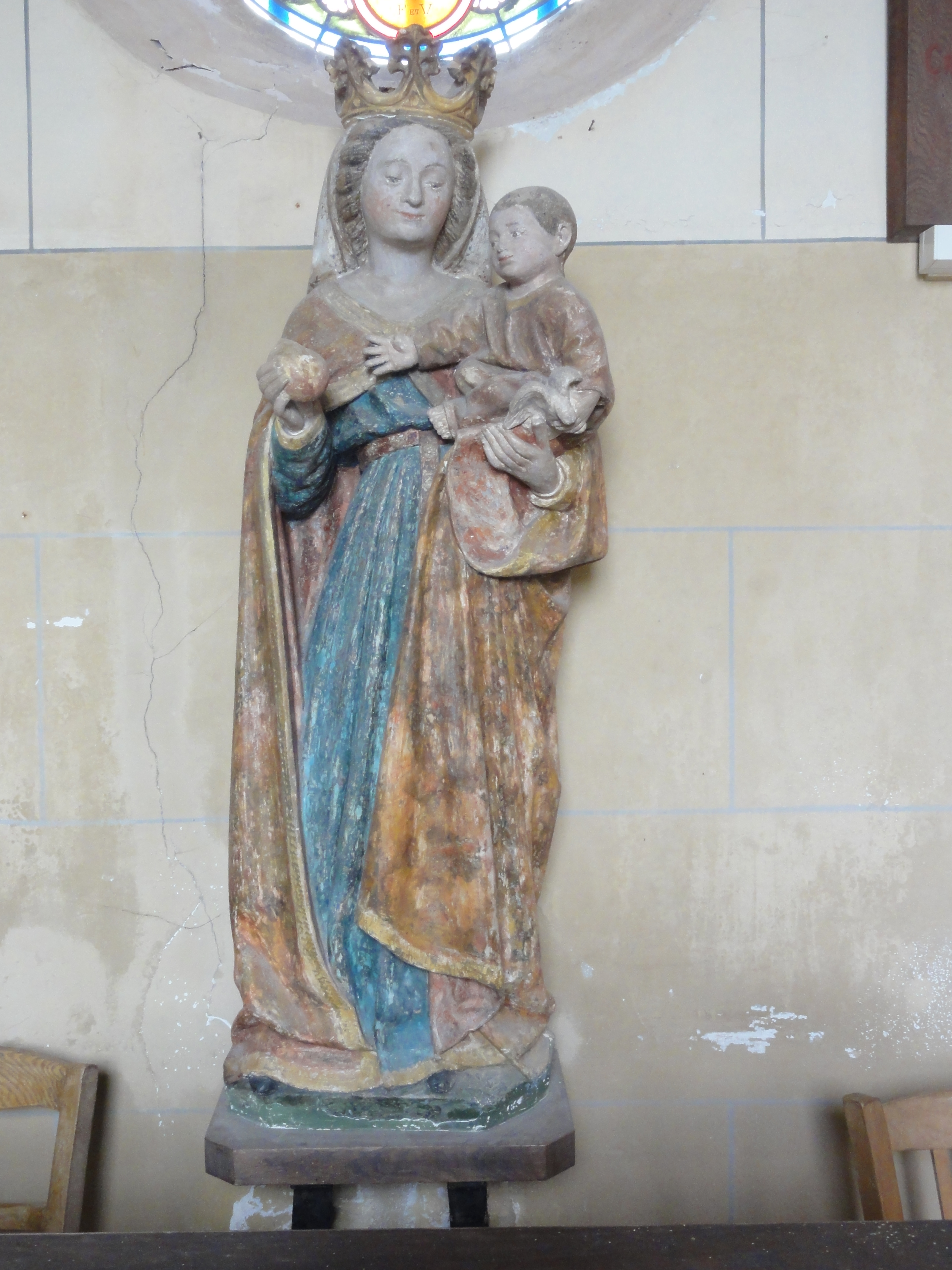
Vierge à l'Enfant.
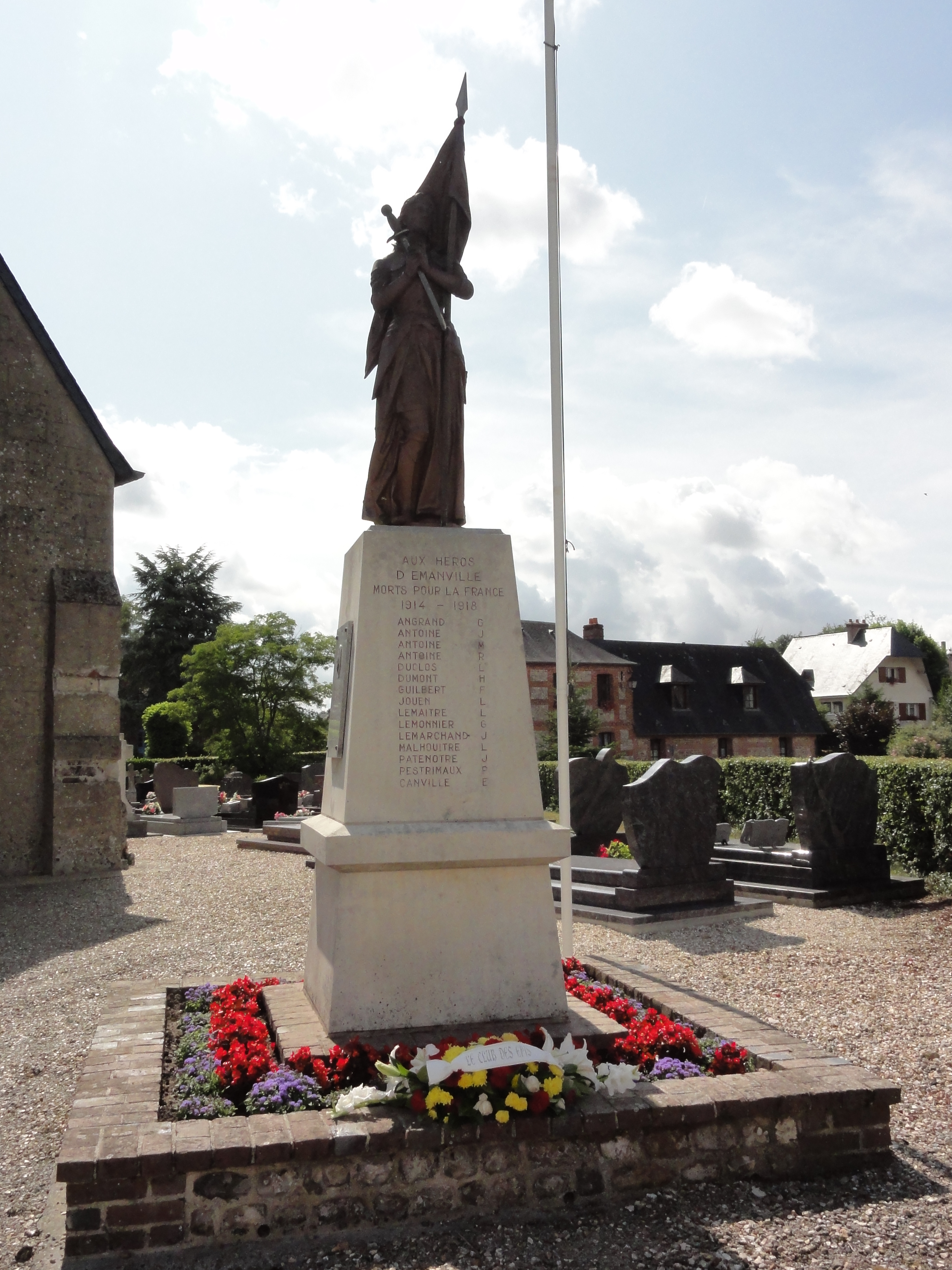
Le monument aux morts.
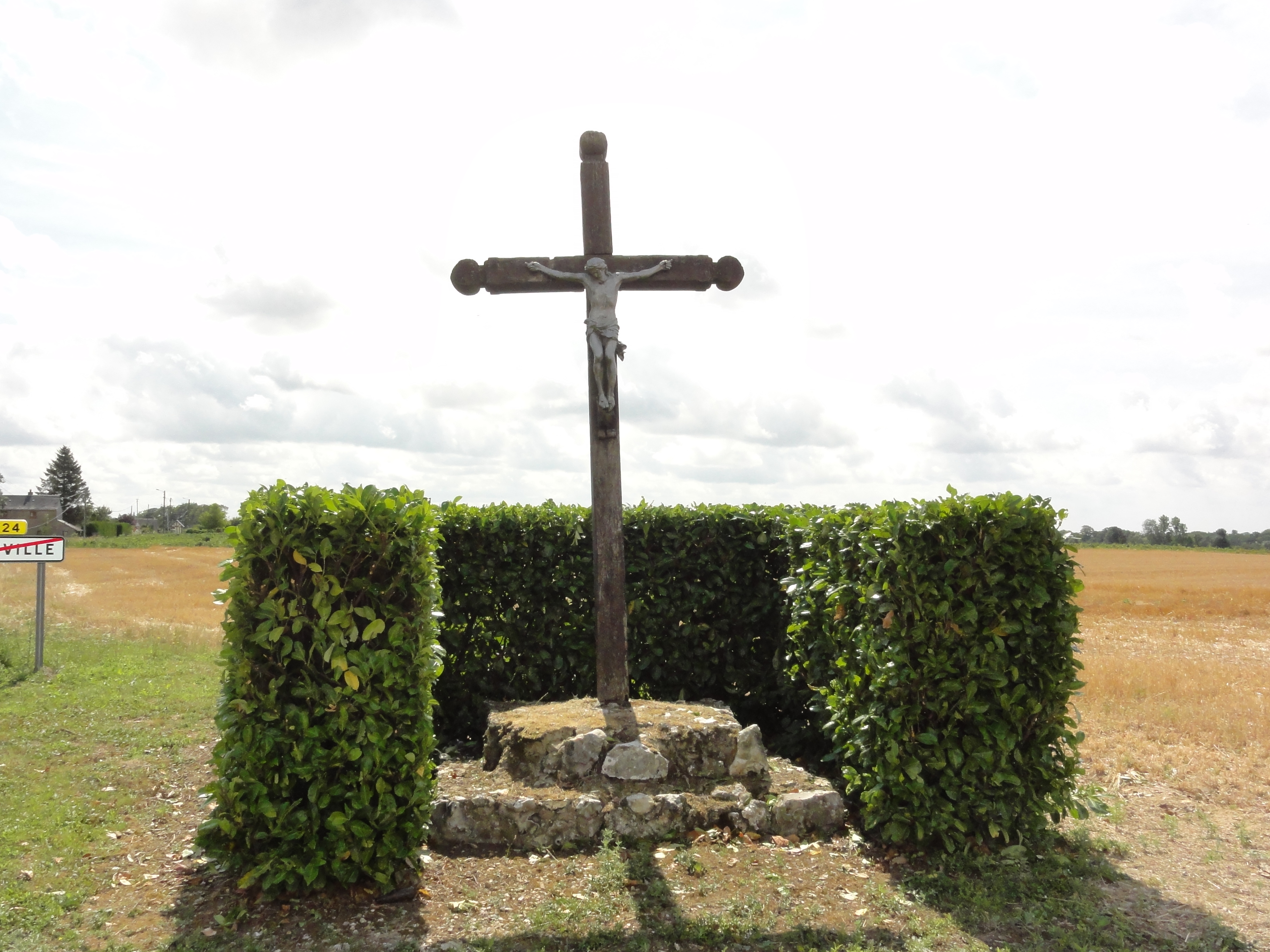
Le calvaire.

### Héraldique
| Armes de Émanville | Les armes de la commune de Émanville se blasonnent ainsi : De gueules au chêne au naturel, posé sur un talus de sinople, adextré d'une crosse d'or penchée à dextre et tenue par un ours passant de sable chargeant le talus, senestré d'une épée abaissée d'argent garnie d'or penchée à senestre ; à huit épis de blé, les tiges arrondies réunies en pointe, quatre à dextre et quatre à senestre. Adopté le 14 décembre 2011. |